# 툴루이 남북 전쟁
툴루이가 남북 전쟁 혹은 툴루이가 내전, 혹은 몽골제국 제위계승 전쟁, 아리크 부케의 난은 1260년 3월부터 1264년 8월까지 몽골의 쿠빌라이 칸과 아리크 부케 사이에서 벌어진 내전이다. 쿠빌라이 정통론자들은 이를 아리크 부케의 난 또는 아리크 부카의 난으로 부른다.
1259년 8월 몽케 칸이 남송을 정벌하던 도중 쓰촨성에서 역병에 걸려 병사하자, 당시 카라코룸에 남아있던 넷째 동생 아리크 부케는 스스로 쿠릴타이를 개최하고, 대칸 위에 올랐다. 그러나 당시 남송 정벌에 참여하던 둘째 동생 쿠빌라이 칸은 이에 반발, 곧 올라와 1260년 5월 개평부에서 새로 쿠릴타이를 조직하고 칸임을 선언한다. 1260년~1261년 쿠빌라이 군과 아리크 부케 군은 카라코룸에서 전투를 벌었다.

## 같이 보기
- 쿠빌라이-카이두 전쟁

## 참고 문헌
- Allsen, Thomas (2001). Culture and Conquest in Mongol Eurasia. Cambridge University Press. ISBN 978-0-521-80335-9.
- Rossabi, Morris (1988). Khubilai Khan: His Life and Times. Los Angeles: University of California Press. ISBN 978-0-520-06740-0.